# Virginia Lourens
Virginia Alexandrina Lourens (Eindhoven, 23 de febrero de 1975) es una deportista neerlandesa que compitió en taekwondo. Ganó dos medallas de oro en el Campeonato Europeo de Taekwondo en los años 1998 y 2000.
Participó en los Juegos Olímpicos de Sídney 2000, donde finalizó cuarta en la categoría de –57 kg.

## Palmarés internacional
| Campeonato Europeo | Campeonato Europeo       | Campeonato Europeo | Campeonato Europeo |
| Año                | Lugar                    | Medalla            | Categoría          |
| ------------------ | ------------------------ | ------------------ | ------------------ |
| 1998               | Eindhoven (Países Bajos) | Medalla de oro     | –59 kg             |
| 2000               | Patras (Grecia)          | Medalla de oro     | –59 kg             |